# Assemblée nationale d'Astros
Pour les articles homonymes, voir D'Astros.
L'Assemblée nationale d'Astros (grec moderne : Β΄ Εθνοσυνέλευση Άστρους / B' Ethnosynéleusi Ástrou) se réunit du 10 au 30 avril 1823, dans la petite ville d'Astros, à quelques kilomètres au sud de Nauplie et fut la deuxième réunion de ce qui est devenu de nos jours le parlement grec. Elle fut une étape importante de la guerre d'indépendance grecque.

## Membres
La loi électorale du 2 novembre 1822 avait accordé le droit de vote au « chef de famille » et avait prévu un député par province selon un suffrage majoritaire indirect à trois étages. La constitution de 1822 prévoyait en outre que les députés seraient élus pour un an.
L'assemblée compta 271 membres.

## Division
Les délégués s'étaient répartis dans deux camps différents, dans deux villages à côté d'Astros. D'un côté les «politiques» autour d'Aléxandros Mavrokordátos, Petrobey et les primats du Péloponnèse (A. Deliyannis, A. Londos, A. Zaimis), et de l'autre les «militaires», autour de Theódoros Kolokotrónis, Ypsilantis et Odysséas Androútsos. Un vaste fossé séparait les deux camps. Chaque camp était protégé par des hommes en armes : 800 chez les «militaires» et 2 400 chez les «politiques». Le conflit portait toujours sur les relations entre les deux. Les politiques voulaient contrôler les militaires et leurs actions dans la guerre d'indépendance. Les militaires, Kolokotrónis en tête, considéraient que les politiques ne devaient se charger que du ravitaillement.
Les représentants des îles d'armateurs jouèrent un rôle de médiateurs et une réconciliation provisoire fut possible, les « politiques » obtenant l'avantage.

## Activités
Un nouvel Exécutif fut nommé, avec à sa tête Petrobey Mavromichalis ; les autres membres étaient Sotírios Charalámbis, Andréas Zaïmis (deux primats du Péloponnèse), Andréas Metaxás (un proche de Kolokotronis), le choix du cinquième membre étant remis à plus tard, devant normalement échoir à un représentant des îles. Mavrocordatos fut nommé Secrétaire d'État, et devait donc s'occuper des Affaires étrangères.
Sur le plan militaire, Markos Botzaris fut nommé général en chef de la Grèce occidentale, Androutsos de la Grèce orientale, Kolokotronis conservant le commandement dans le Péloponnèse.
Elle révisa la constitution votée lors de l'Assemblée nationale d'Épidaure en augmentant un peu les pouvoirs du législatif face à l'exécutif. Elle établit aussi la liberté de la presse. Elle essaya d'instituer la protection des biens et des personnes des non-Grecs résidant sur le territoire de la Grèce insurgée. Elle abolit en théorie les gouvernements locaux.